# 白川鄉與五箇山的合掌構造村落

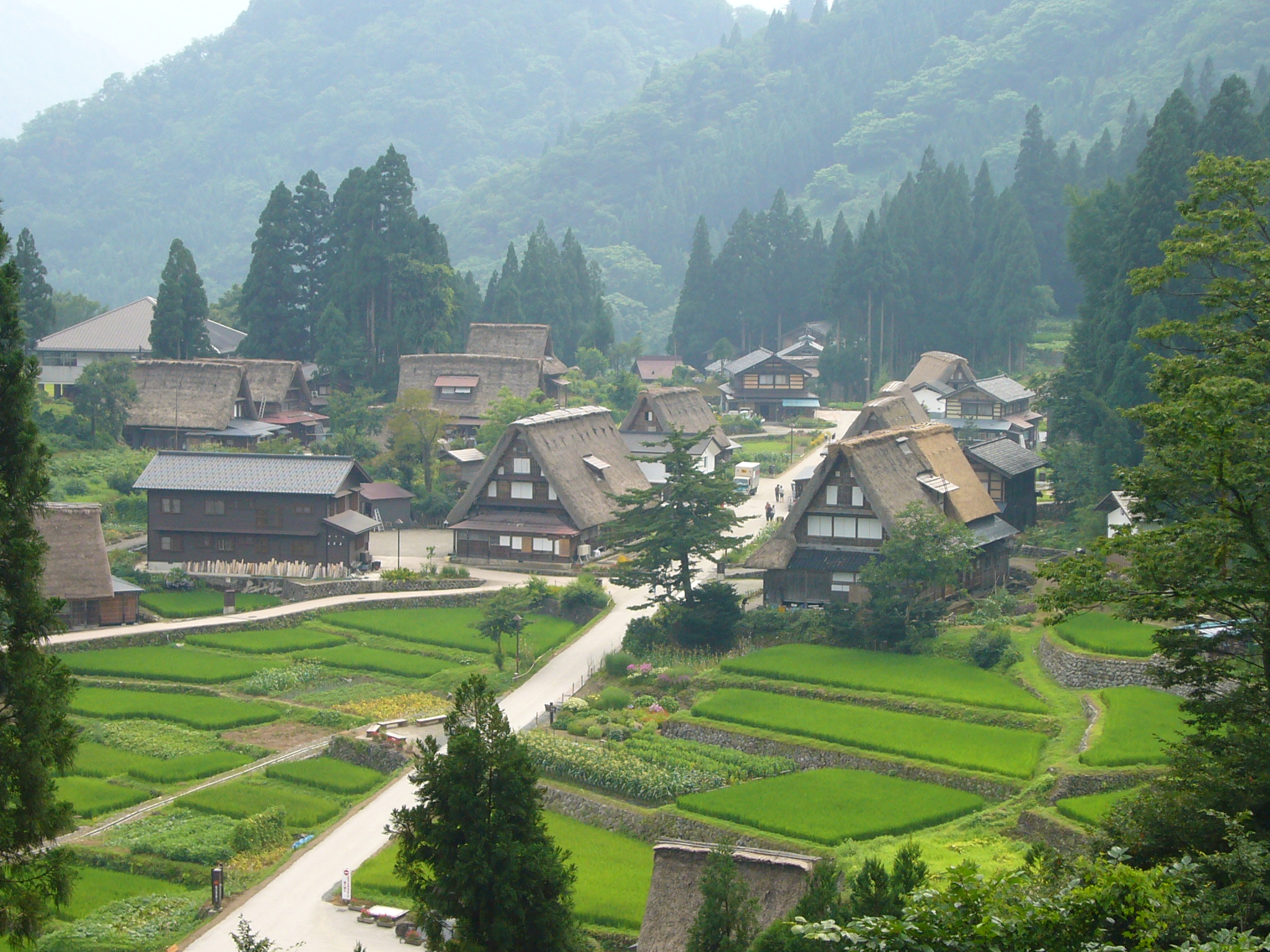
五箇山

白川鄉與五箇山的合掌造聚落是日本飛驒地區白川鄉（岐阜縣大野郡白川村）及五箇山（富山縣南礪市）地區的合掌造聚落的總稱。於1995年12月9日被聯合國教科文組織登錄為世界文化遺產。其冬季雪景為其主要代表意象。

## 合掌造
合掌造（合掌造り）是指一種日本特有的民宅形式，其特色是以茅草覆蓋的屋頂，呈人字型的屋頂如同雙手合十一般，於是就被稱為「合掌」。合掌造為木造建築物，在興建的過程中完全不用釘子，但仍然十分牢固。合掌造的屋頂十分陡峭，這是使積雪容易滑落不會堆積，以避免冬季的大雪將屋頂壓垮（類似歐洲的建築）。合掌造每隔三、四十年就必須更換老朽的屋頂茅草。更換茅草需要大量人力，故每次有哪一家人的屋頂需要翻修，全村的人就會同心協力一起完成，這種合作方式稱為「結」（ゆい）。

### 合掌造的歷史
傳說這種建築形式是13世紀初平氏家族在源平合戰戰敗後遁入深山，為了禦寒並躲避追兵而建造的。目前保存下來的建築物大約是在江戶時代中後期興建的。
將合掌造介紹給全世界的，是德國的建築學者布魯諾·陶特，他在1935年左右於日本進行傳統民居樣式的調查，實地走訪合掌造後大感驚艷，在《日本美的再發現》一書中讚譽其為「極端合理，就連日本境內也相當罕見的傳統庶民建築」。

## 保存
白川鄉原被劃為建設大壩的預定地，但是隨著抗爭事件的發生，日本人注意到合掌造有被保存的必要性。於是自1967年開始以現存最早，有400年歷史的「和田家住宅」（國家指定重要文化財）為中心，將各地合掌造的房屋被遷移到白川鄉保存，形成現存最大的合掌造聚落。目前白川鄉共有113棟合掌造建築。
為了妥善保護這些特殊建築，村落居民發起保護運動，於1971年成立「白川鄉荻町村落自然環境保護會」，制定了保護資產的住民規章。1976年，在文化財保護法的推動下，依法以「重要傳統建築群保護區」進行全面性的保護。1995年，白川鄉及五箇山的合掌造聚落被登錄為世界文化遺產。

## 登錄標準
白川鄉與五箇山的合掌造聚落因為符合以下的標準，而被登錄為世界文化遺產：
- (iv) 突出地代表了某一類建築或技術的，並且展示了人類歷史上的某一段或幾段非常重要的時期。
- (v) 突出地代表了一種或幾種文化中人類傳統的居住方式、利用土地或海洋的方式，或是代表了人類與環境的互動關係，尤其是當這種關係在不可逆的變化下顯得非常脆弱的時候。

## 問題
目前，合掌造所面臨的主要問題如下：
- 火災：合掌造完全由茅草及木材建成，一旦發生火災，後果真的難以設想。對此，村落除了徹底落實「嚴禁煙火」的管制措施，並增添不少防災設備，包括消防栓、噴水槍等。
- 高速公路：東海北陸自動車道帶來廢氣等污染。
- 觀光人潮：自從被登錄為世界遺產後，觀光的人潮非常多，帶來的混亂和破壞也有增加的趨勢。

## 風景

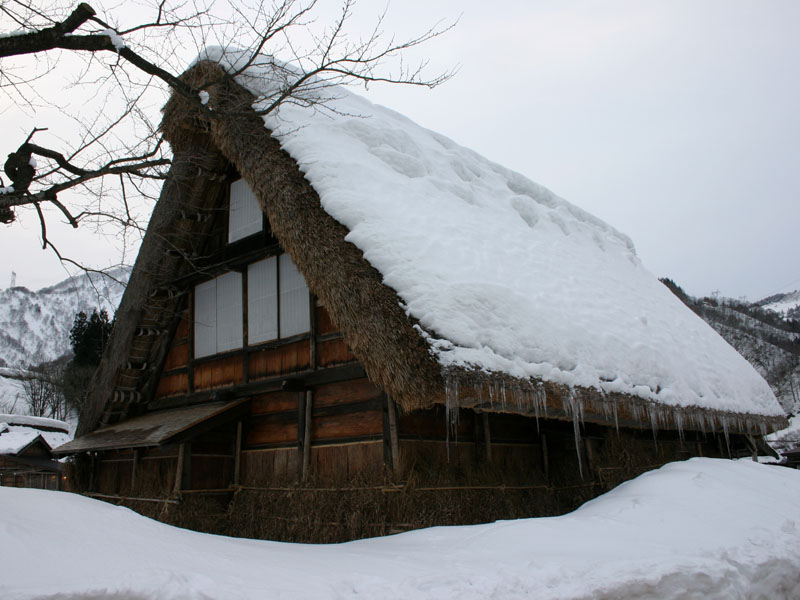
五箇山（冬）
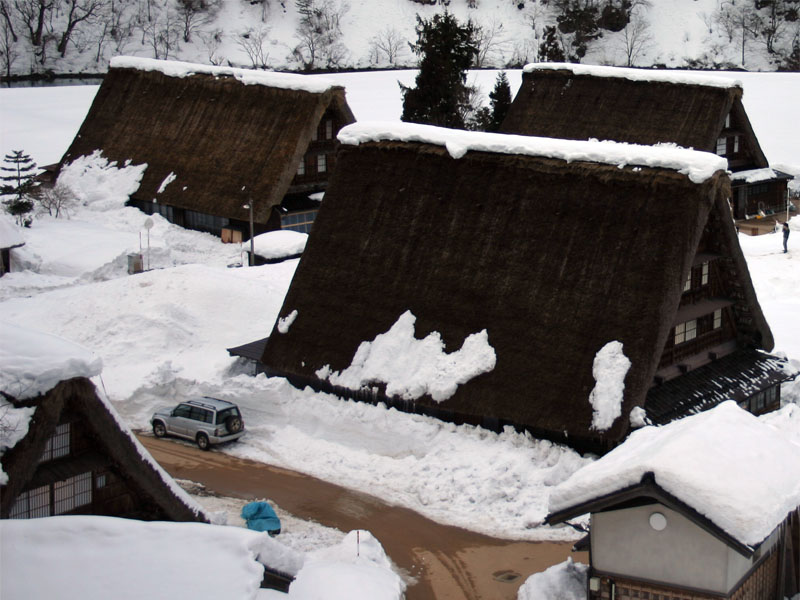
五箇山（冬）
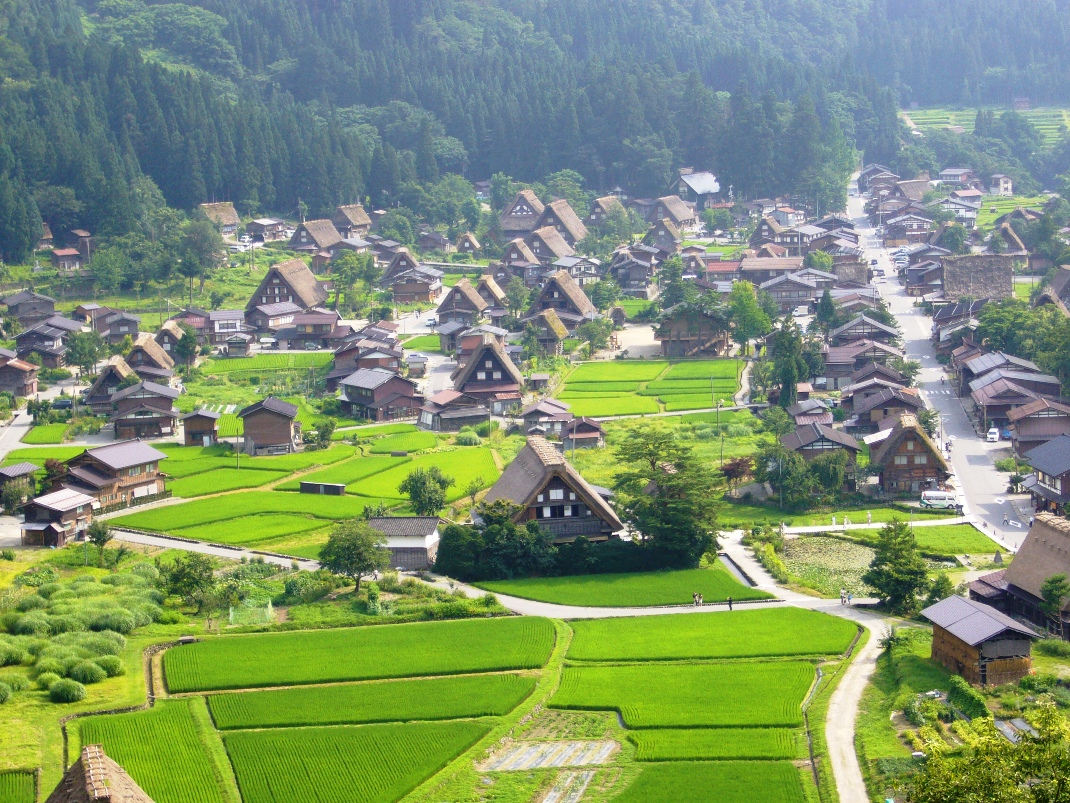
白川郷的合掌集落
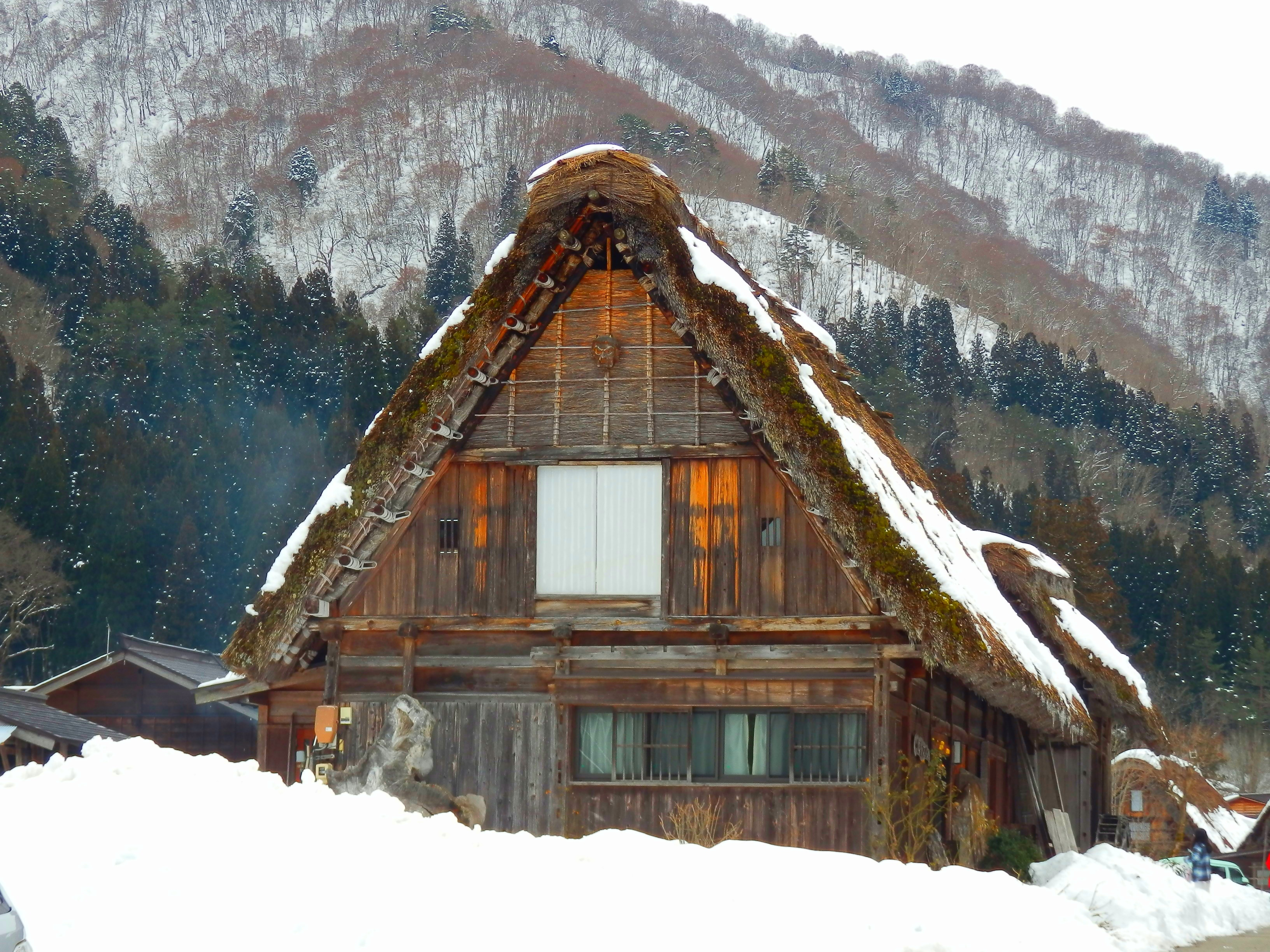
白川乡合掌造(2024)
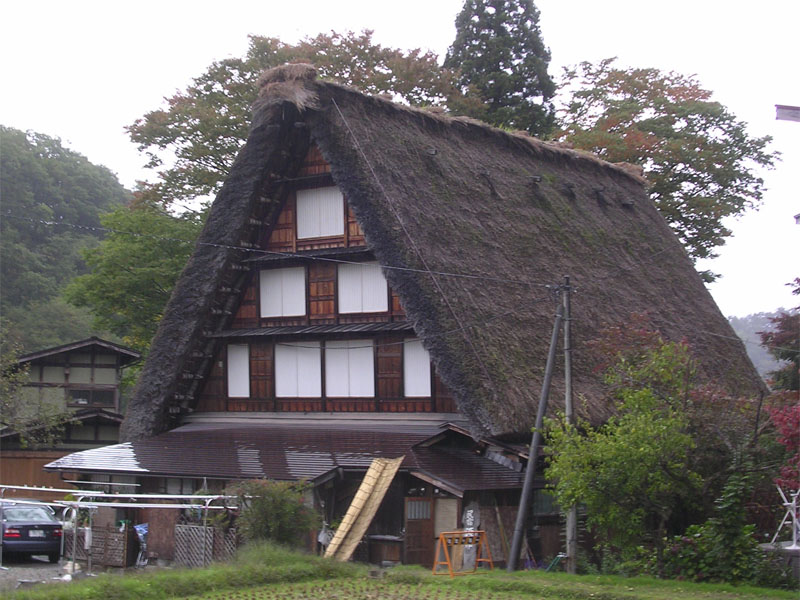
白川郷（冬）
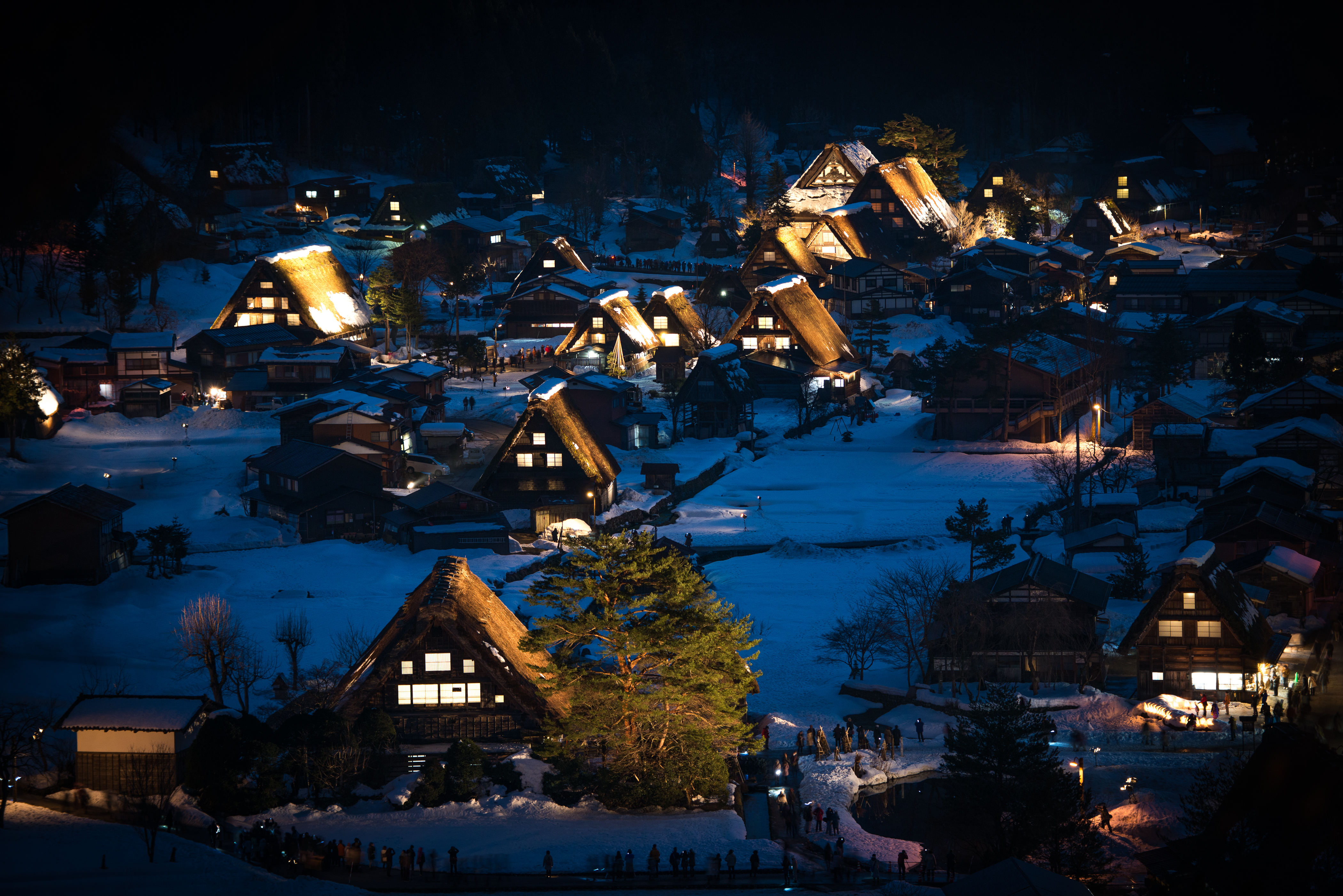
白川郷（冬）
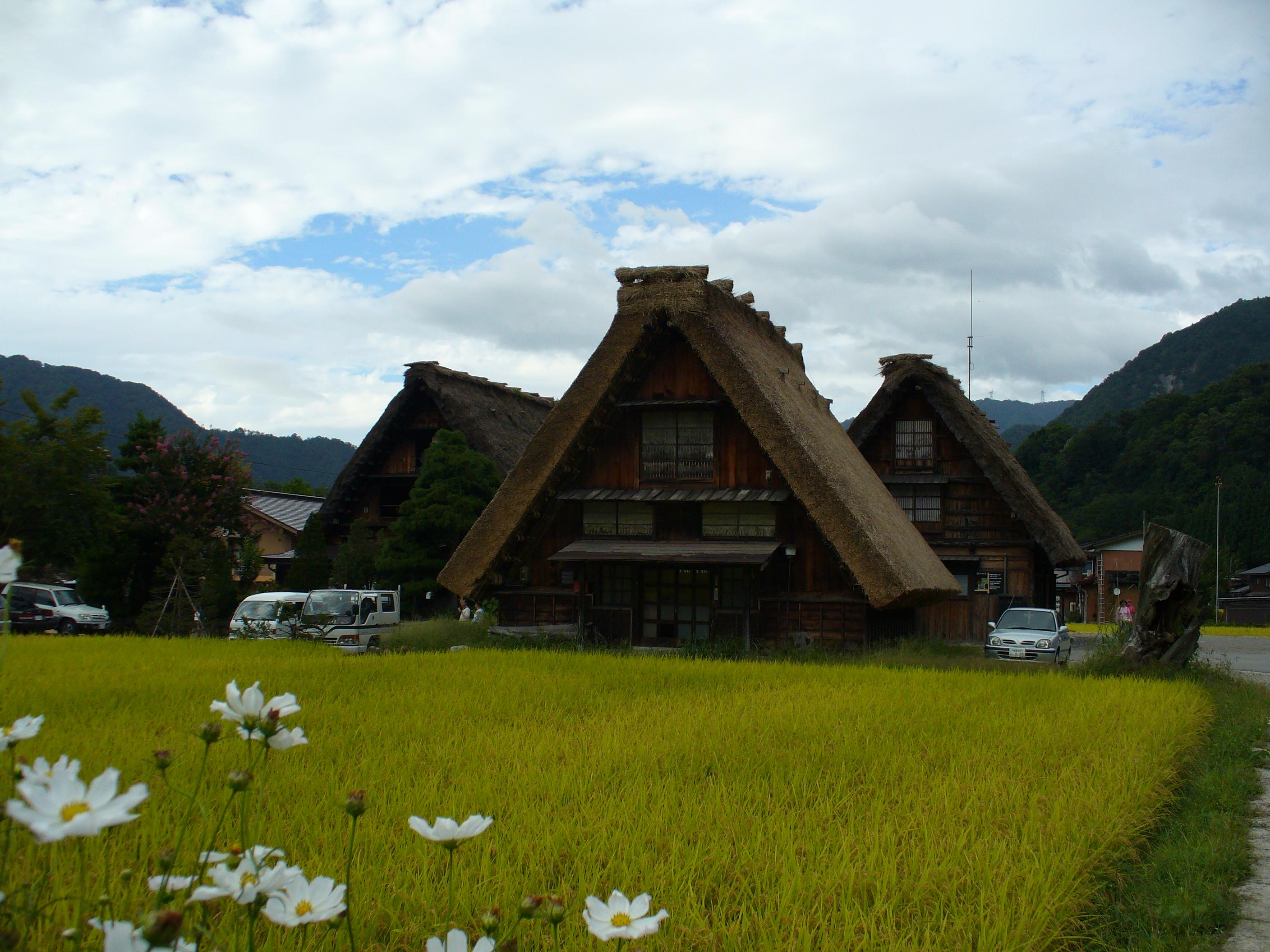
白川郷（秋）
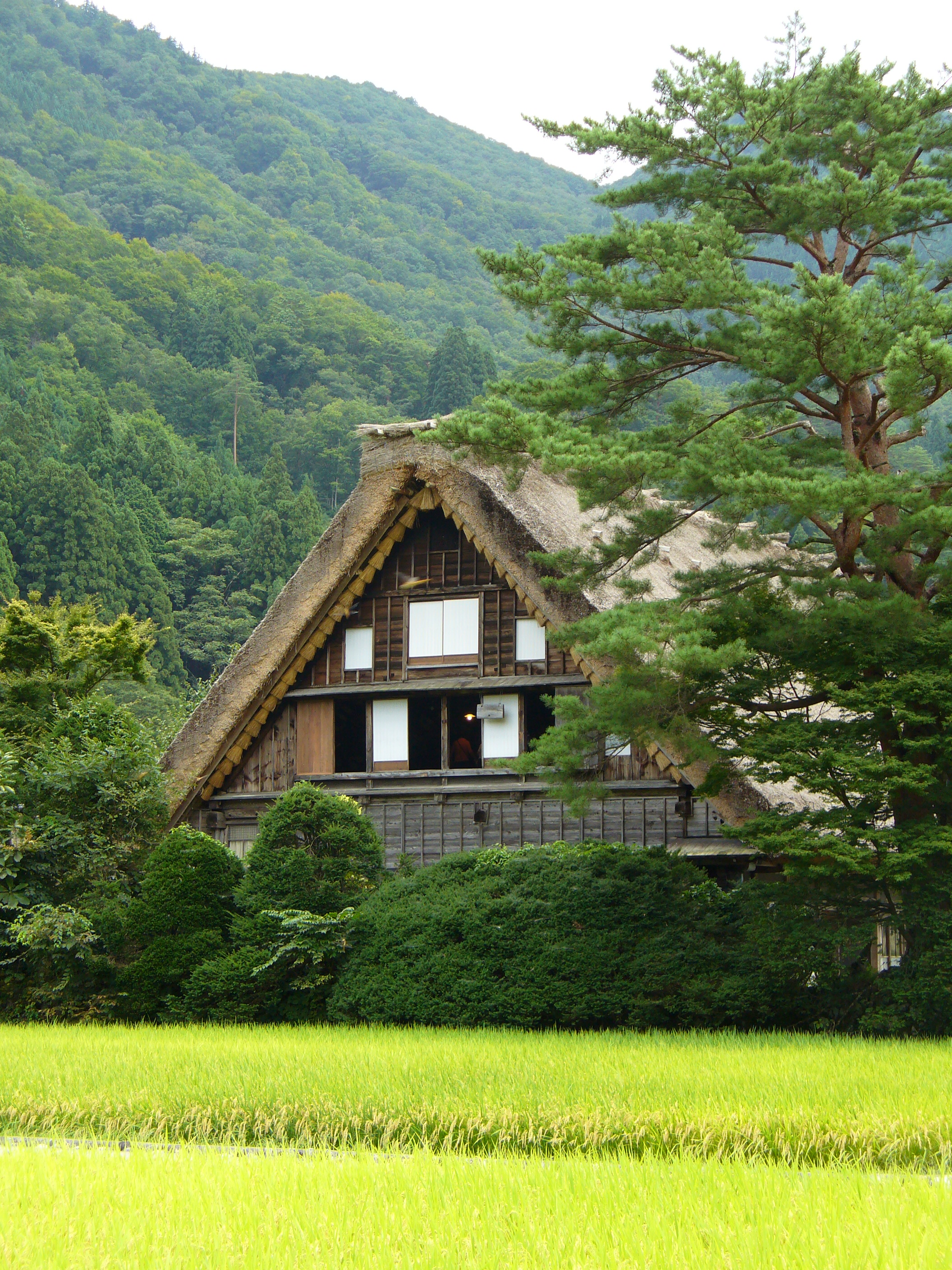
白川郷（秋）、和田家
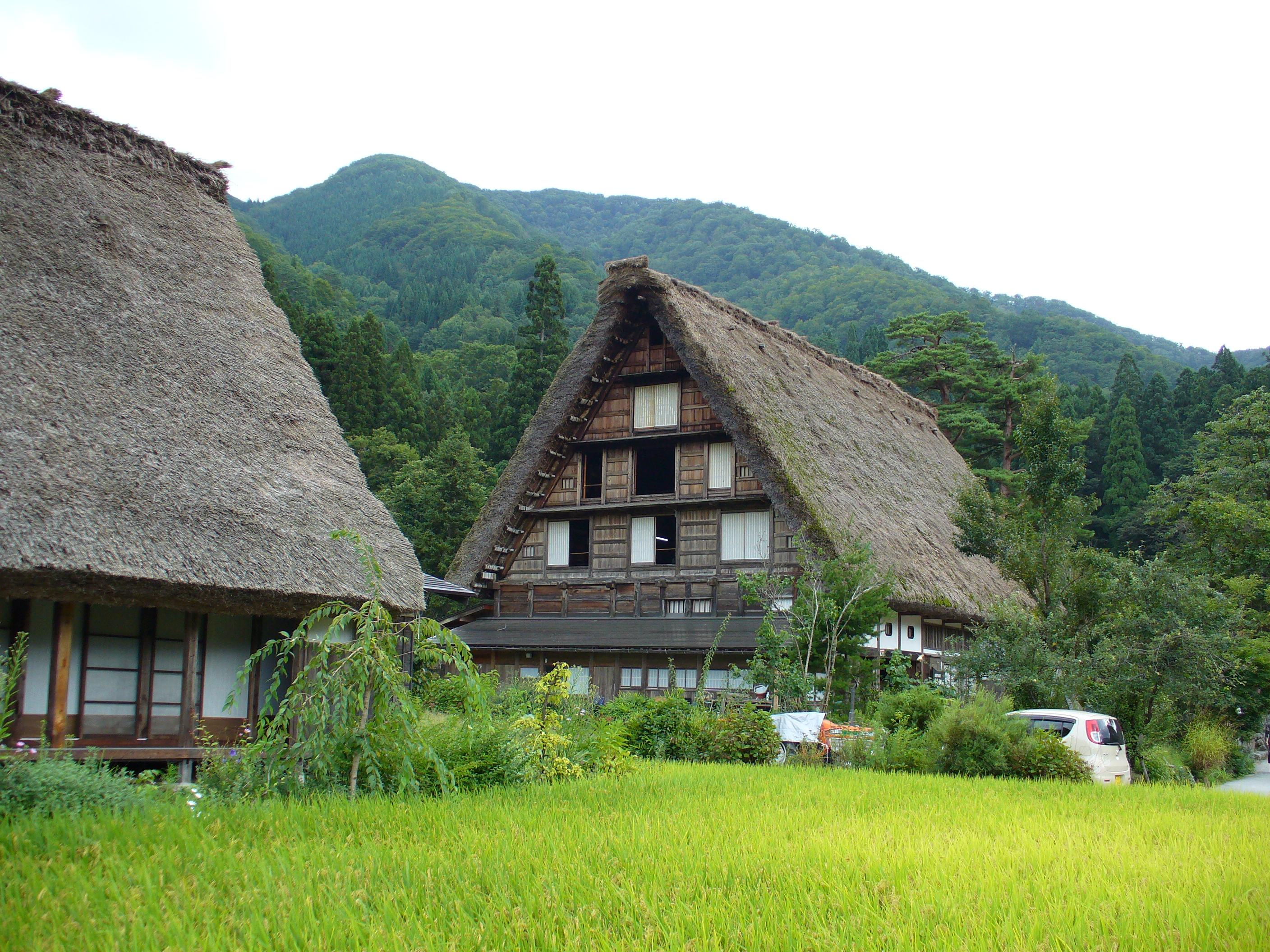
白川郷（秋）、明善寺
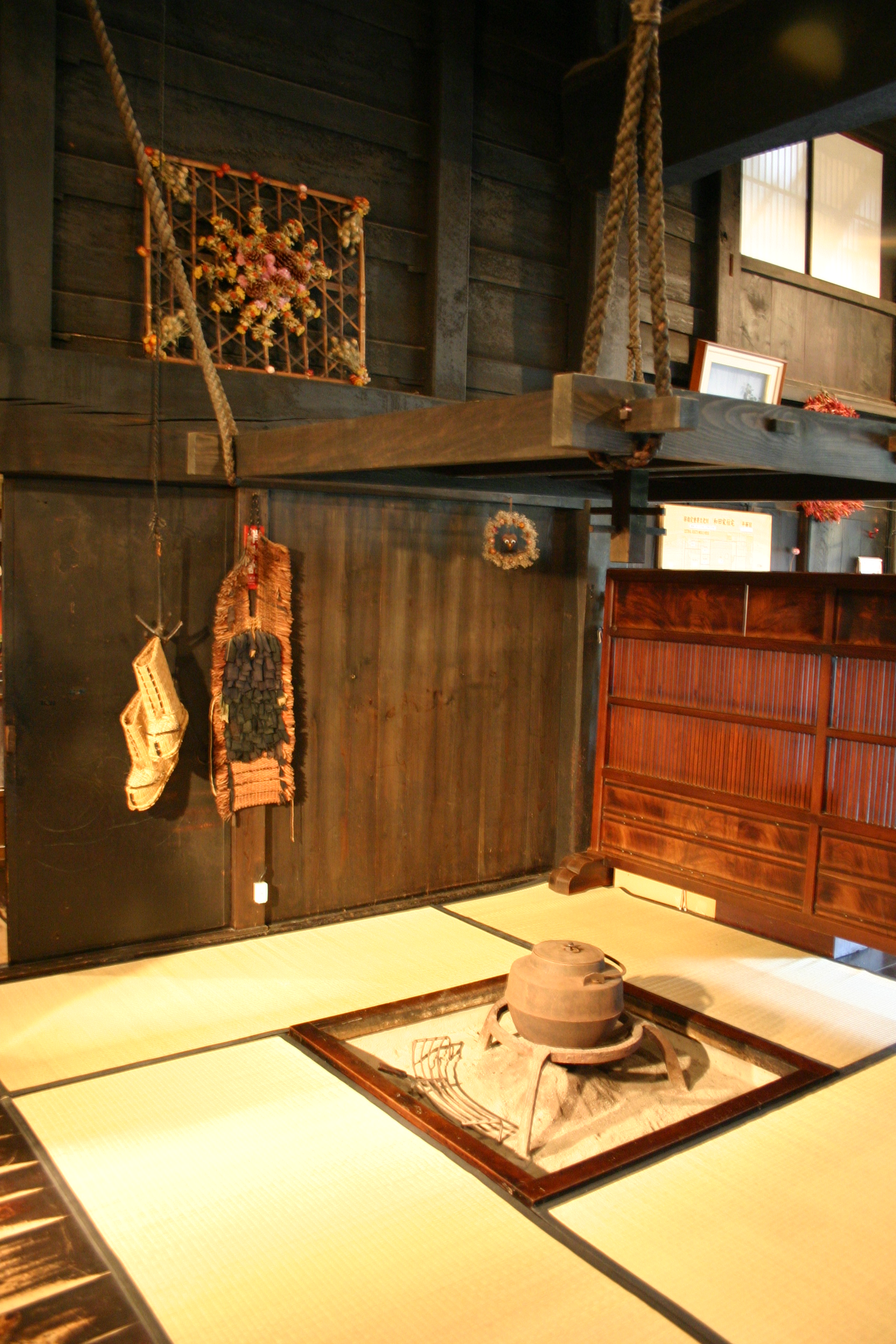
白川郷、和田家
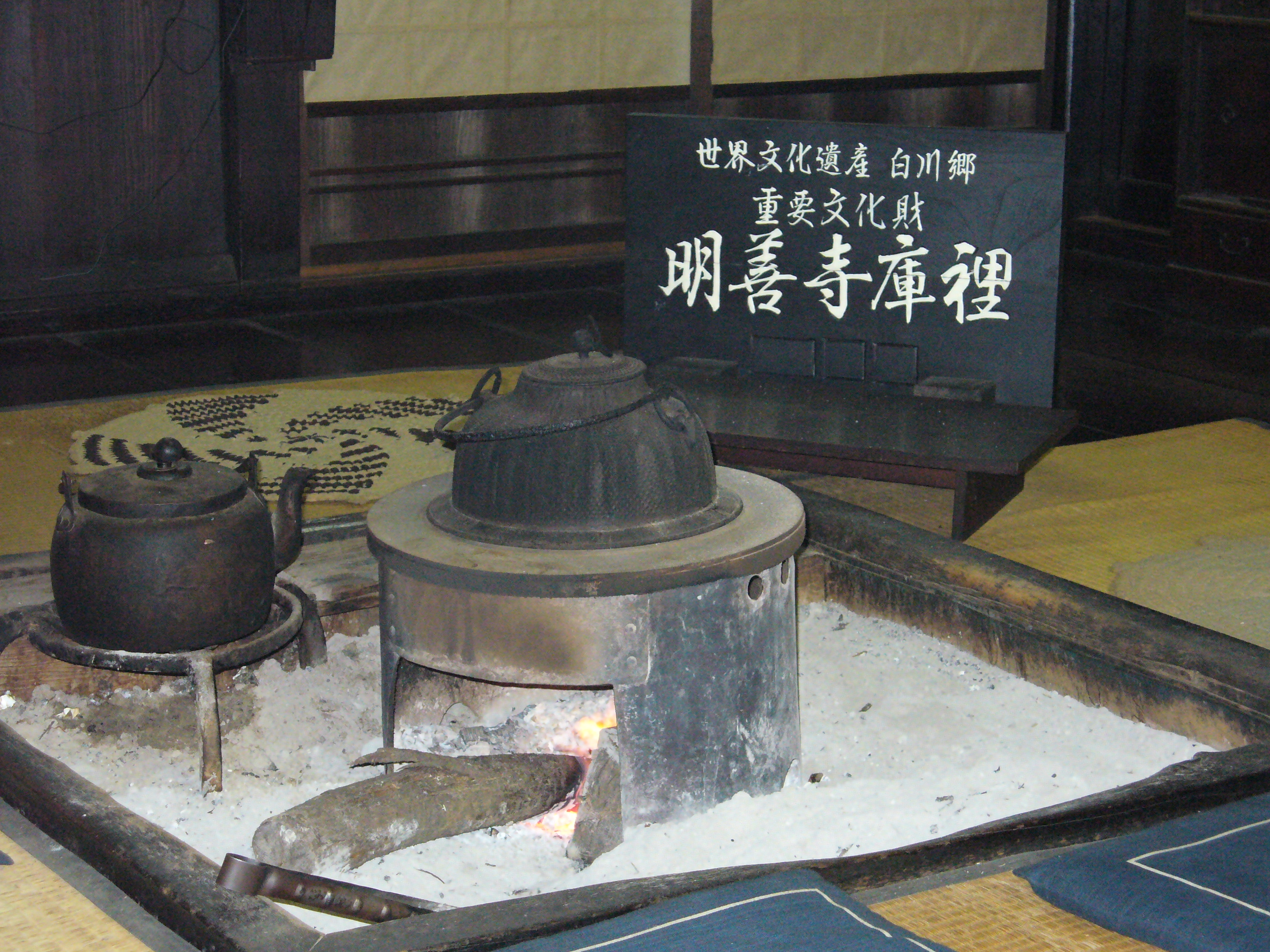
白川郷、明善寺
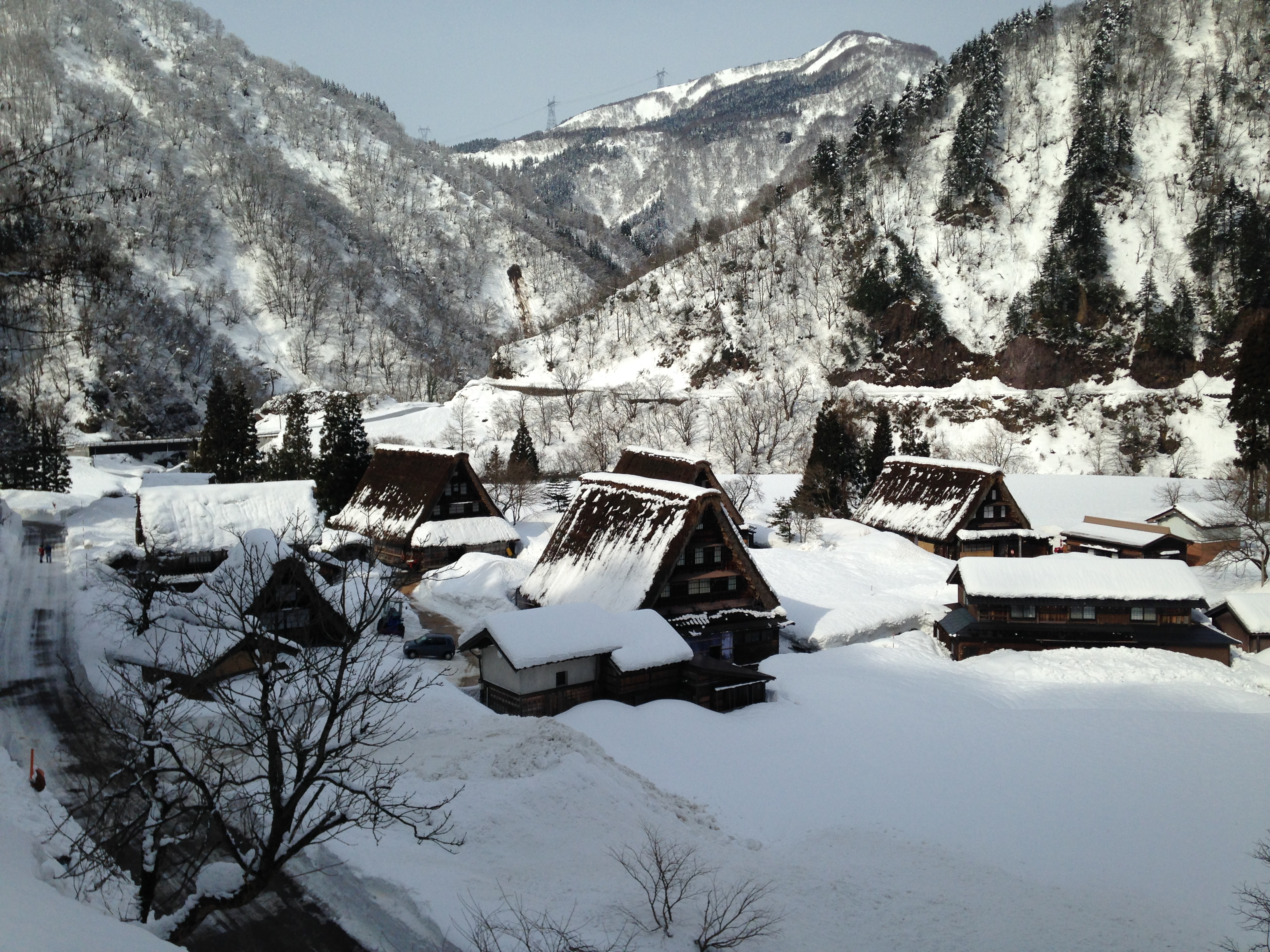
五箇山（冬）

## 延伸阅读
- ICOMOS (1995), Shirakawa-go and GokayamaPDF（世界遺産登録に先立つICOMOSの評価書）
- World Heritage Centre (2012), Clarifications of property boundaries and areas by States Parties in response to the Retrospective Inventory (WHC-12/36.COM/8D)PDF
- 黒田乃生 小野良平 (2003) 「白川村研究の系譜にみる文化財としての集落景観保全における問題点 （页面存档备份，存于）」『ランドスケープ研究 : 日本造園学会誌』66(5), pp.665-668
- 国土庁計画・調整局 監修 (1998) 『歴史と風土とまちづくり　世界遺産と地域』 ぎょうせい
- 佐滝剛弘 (2006) 『旅する前の「世界遺産」』 文藝春秋社〈文春新書〉
- 佐滝剛弘 (2009) 『「世界遺産」の真実』 祥伝社〈祥伝社新書〉
- 世界遺産アカデミー (2005) 『世界遺産学検定公式テキストブック (1)』 講談社
- 世界遺産アカデミー. . 講談社の世界遺産BOOK. 講談社. 2005-11-19. ISBN 4062131218.
- ブルーノ・タウト [1939](2011) 『日本美の再発見〔増補改訳版〕』 篠田英雄訳、岩波書店〈岩波新書 旧赤版〉、第55刷
- 中西孝 日吉芳朗 本浄高治 (1991)「加賀藩の産業・工芸の史跡と遺品 （页面存档备份，存于）」『化学と教育』 39(4), pp.420-424
- 日本国政府・文化庁 (1994) 『世界遺産一覧表記載推薦書 日本/白川郷・五箇山の合掌造り集落』
- 日本ユネスコ協会連盟 『世界遺産年報』 各年版
  - ジョアン・ドミセリ (1997) 「白川郷・五箇山の合掌造り集落を訪ねて - その独自性と普遍性」（日本ユネスコ協会連盟 『ユネスコ世界遺産年報1996』 pp.46-47）
  - 谷口尚 (1998) 「観光・開発と保全の狭間で - 岐阜県白川村」（日本ユネスコ協会連盟 『ユネスコ世界遺産年報1997-1998』 p.35, 世界遺産シンポジウム報告）
  - 矢野和之 (2006) 「世界遺産、白川郷・五箇山の合掌造り集落の現状と課題」（日本ユネスコ協会連盟『世界遺産年報2006』pp.39-42）
- 古田陽久 古田真美 (2008) 『世界遺産ガイド 日本編2009改訂版』 シンクタンクせとうち
- 水村光男 (2002) 『オールカラー完全版 世界遺産第7巻 - 日本・オセアニア』 講談社〈講談社+α文庫〉
- 宮沢智士. . 智書房. 2005-07. ISBN 4434064312.
- ユネスコ世界遺産センター 監修 (1998) 『ユネスコ世界遺産4 東アジア・ロシア』 講談社
- 楊潔 (2006)「サスティナブル・ツーリズムの展開と可能性 - 白川郷における観光の現状と展望 （页面存档备份，存于）」『愛知県立大学大学院国際文化研究科論集』 7, pp.115-144

## 關連項目
- 日本世界遺產
- 亞洲和大洋洲世界遺產
- 暮蟬悲鳴時
- 最美麗的第七天

## 外部連結
- 世界遺産ひだ白川郷 （页面存档备份，存于）（白川村役場、同商工会）
- 相倉合掌造り保存財団 （页面存档备份，存于）
- 五箇山～小さな世界遺産の村 （页面存档备份，存于）（菅沼集落・旧上平村）
- 五箇山・白川郷の合掌造り
- 白川鄉觀光協會 （页面存档备份，存于）
- 日本岐阜县旅游官方网 （页面存档备份，存于）